# Grande Prêmio dos Estados Unidos de 2013 (MotoGP)
O Grande Prêmio da MotoGP dos Estados Unidos de 2013 ocorreu em 21 de julho.

## Resultados

### Classificação MotoGP
| Pos | Piloto           | Equipe                    | Moto         | Tempo     | Pontos |
| --- | ---------------- | ------------------------- | ------------ | --------- | ------ |
| 1   | Marc Marquez     | Repsol Honda Team         | Honda        | 44'00.695 | 25     |
| 2   | Stefan Bradl     | LCR Honda MotoGP          | Honda        | +2.298    | 20     |
| 3   | Valentino Rossi  | Yamaha Factory Racing     | Yamaha       | +4.498    | 16     |
| 4   | Alvaro Bautista  | GO&FUN Honda Gresini      | Honda        | +4.557    | 13     |
| 5   | Dani Pedrosa     | Repsol Honda Team         | Honda        | +9.257    | 11     |
| 6   | Jorge Lorenzo    | Yamaha Factory Racing     | Yamaha       | +12.970   | 10     |
| 7   | Cal Crutchlow    | Monster Yamaha Tech 3     | Yamaha       | +15.304   | 9      |
| 8   | Nicky Hayden     | Ducati Team               | Ducati       | +33.963   | 8      |
| 9   | Andrea Dovizioso | Ducati Team               | Ducati       | +34.129   | 7      |
| 10  | Hector Barbera   | Avintia Blusens           | FTR          | +1'02.369 | 6      |
| 11  | Alex De Angelis  | Ignite Pramac Racing      | Ducati       | +1'02.604 | 5      |
| 12  | Colin Edwards    | NGM Mobile Forward Racing | FTR Kawasaki | +1'03.593 | 4      |
| 13  | Danilo Petrucci  | Came IodaRacing Project   | Ioda-Suter   | +1'20.450 | 3      |
| 14  | Karel Abraham    | Cardion AB Motoracing     | ART          | 1 volta   | 2      |
| 15  | Yonny Hernandez  | Paul Bird Motorsport      | ART          | 1 volta   | 1      |
| 16  | Hiroshi Aoyama   | Avintia Blusens           | FTR          | 1 volta   | 0      |
| 17  | Bryan Staring    | GO&FUN Honda Gresini      | FTR Honda    | 1 volta   | 0      |
| 18  | Lukas Pesek      | Came IodaRacing Project   | Ioda-Suter   | 1 volta   | 0      |